# Mieming
Mieming is een gemeente in het district Imst van de Oostenrijkse deelstaat Tirol .
Mieming ligt midden op het Mieminger Plateau boven het Oberinntal, aan de voet van het Miemingergebergte. Het gemeentegebied omvat ook een deel van het bij Leutasch afbuigende Gaistal. De zuidelijke gemeentegrens loopt dicht langs de Inn. Tot de gemeente behoren de kernen Untermieming, Weidach, Fiecht, See, Tabland, Zein, Obermieming, Barwies, Zirchbichl, Krebsbach en Fronhausen. Door de gunstige klimatische omstandigheden en de nabijheid van de marktplaats Telfs groeit Mieming de laatste tijd enorm. De dorpsdelen Obermieming en Barwies zijn praktisch aan elkaar gegroeid. Naast de landbouw is het zomertoerisme een belangrijke bron van inkomsten. Mieming vervult echter ook een functie als forensengemeente.
Hoofdweg in de gemeente Mieming is de voormalige bundesstraße Mieminger Straße (B189).